# El viaje de Baldassare
El viaje de Baldassare (francés: Le Périple de Baldassare), novela del escritor Amin Maalouf publicada en el año 2000.

## Argumento
Baldassare Embriaco es un comerciante de libros y antigüedades de origen genovés, que vive en el Líbano, donde se había instalado su familia en la época de las Cruzadas. Su tranquila existencia se ve alterada con la aparición de un libro, llamado El centésimo nombre, que se refiere a un nombre esotérico de Dios. A la vez surgen rumores sobre el próximo fin del mundo en 1666, el año siguiente al comienzo del relato. Baldassare emprende un viaje por Oriente y Europa, en busca del libro, que se supone que podría servir de protección a los males que se anuncian. Encuentra el libro en Londres, pero una fuerza misteriosa le impide leerlo, cada vez que lo intenta. 
Pasado el año fatídico, renuncia al libro, y decide emprender una nueva vida en Génova, la patria de su familia.